# Polynema mendeli
Polynema mendeli är en stekelart som beskrevs av Girault 1913. Polynema mendeli ingår i släktet Polynema och familjen dvärgsteklar. Inga underarter finns listade i Catalogue of Life.